# Искатель приключений
«Искатель приключений» (англ. The Adventurer) — немой короткометражный фильм Чарли Чаплина, выпущенный 22 октября 1917 года, и последний его фильм, снятый на киностудии «Mutual».

## Сюжет
Бродяга — заключённый, сбежавший с каторги. Удирая от отряда полицейских, он проделывает каскад грандиозных трюков: то закапывается в песок, то сбрасывает преследователей с обрыва. Наконец он бросается в море, где избавляется от арестантской униформы. Его внимание привлекают крики утопающих. Бродяга бросается на помощь и спасает девушку, её мать и жениха, однако сам чуть не гибнет. Просыпается он в доме девушки, знакомится с её родителями, однако вступает в конфликт с её женихом. Тот, увидев фотографию сбежавшего преступника в газете, вызывает полицию. Начинается суматоха.

Я стараюсь всегда быть экономным. Я хочу сказать, что если какое-либо одно действие может вызвать само по себе два отдельных взрыва хохота, это куда лучше, чем два отдельных действия с тем же результатом. В фильме «Искатель приключений» я весьма удачно посадил себя на балкон, где я вместе с молодой девушкой (Эдна Пёрвиэнс) ем мороженое. Этажом ниже я поместил за столиком весьма почтенную и хорошо одетую даму. И вот, когда я ем, я роняю кусок мороженого; проскользив по моим брюкам, оно падает с балкона на шею даме, которая начинает вопить и прыгать. Одно-единственное действие поставило в затруднительное положение двух людей— Чарли Чаплин

## В ролях
- Чарли Чаплин — беглый каторжник
- Эдна Первиенс — девушка
- Генри Бергман — отец девушки / докер
- Марта Голден — мать девушки
- Эрик Кемпбелл — жених девушки
- Альберт Остин — дворецкий
- Филлис Аллен — гувернантка

## Релиз на видео
В конце 1980-х годов фильм выпущен на VHS компанией «Kino International». В начале 1990-х годов фильм выпущен на Laserdisc компанией «Image Entertainment». В 1997 году фильм выпущен на VHS компанией «Madacy Entertainment» и на DVD компанией «Image Entertainment». В 2000 году фильм выпущен на DVD компанией «Koch Vision».
В 2001 году в России короткометражный фильм выпущен с русскими субтитрами студией «Интеракт» и компанией «Видеочас» на видеокассетах VHS вместе с короткометражным фильмом «Иммигрант», и на DVD вместе с короткометражными фильмами «Пожарный», «За экраном» и полнометражным фильмом «Огни большого города».